# Hamada Hikozō

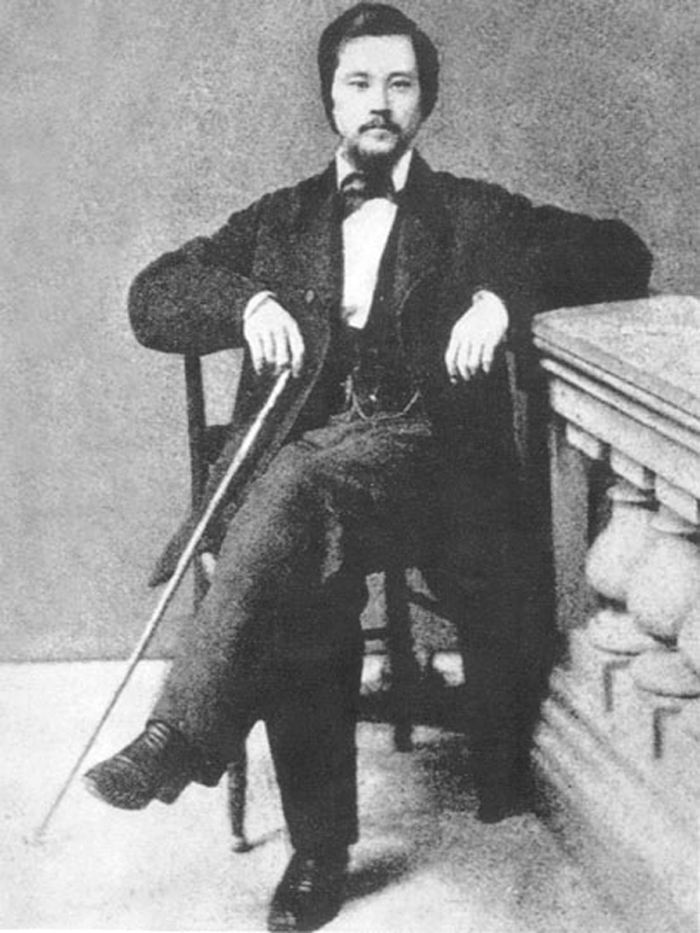
Hamada Hikozō

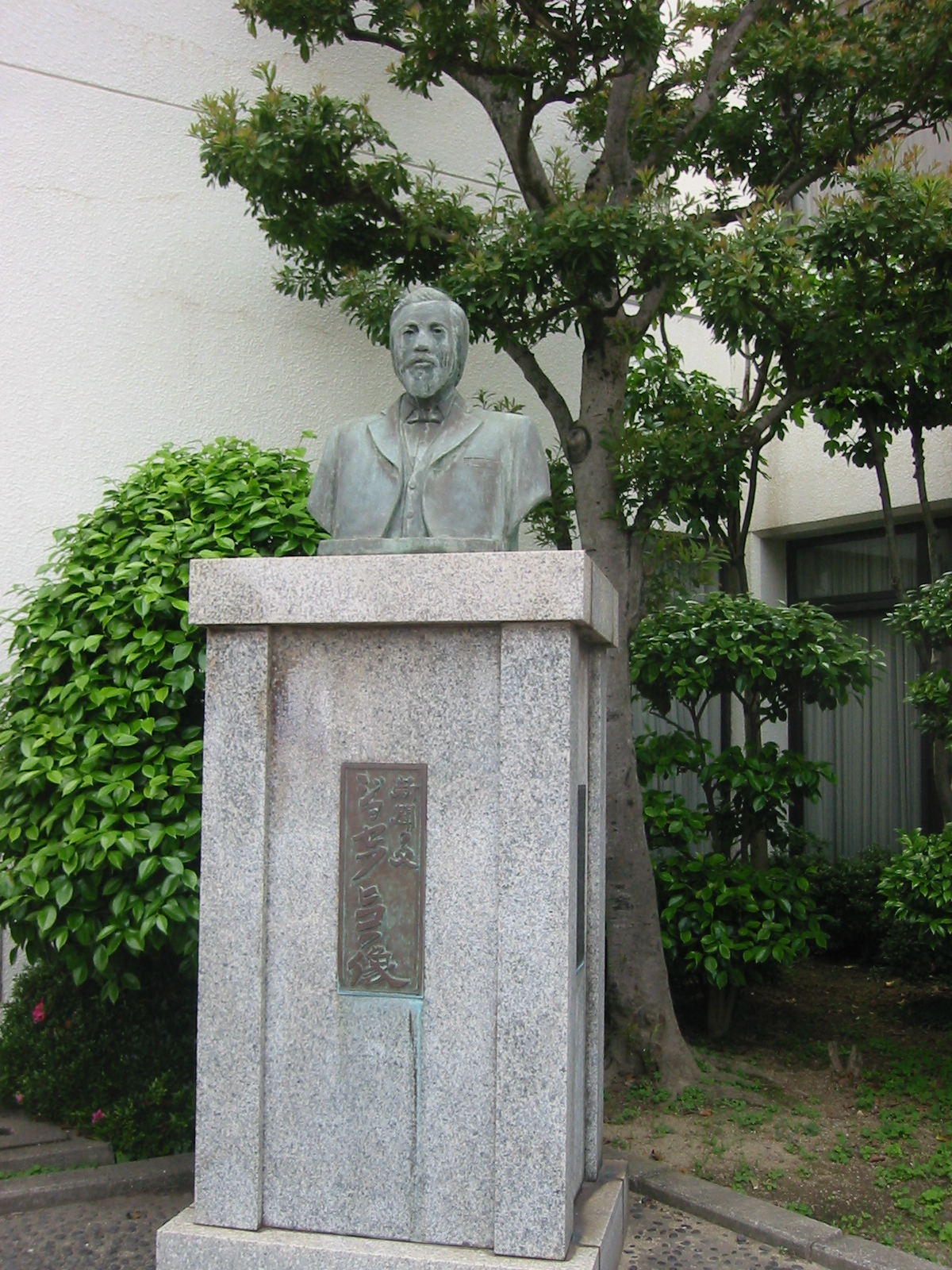
Büste in Harima

Hamada Hikozō (japanisch 浜田 彦蔵, in Amerika eher als Joseph Heco bekannt; geb. 20. September 1837 in der Provinz Harima; gest. 12. Dezember 1897) war ein japanischer Dolmetscher und Unternehmer während der Meiji-Zeit und der erste amerikanische Staatsbürger als geborener Japaner. Nach seiner Rückkehr aus Amerika wurde er auch „Ame-Hiko“ genannt.

## Leben und Werk
Hamada Hikozō wurde als Sohn eines Schiffskapitäns in der Provinz Harima geboren. Hamada war 1850 auf der Fahrt von Harima nach Edo, als er Schiffbruch erlitt. Er und 16 weitere Überlebende wurden von der amerikanischen „Oakland“ geborgen, die mit ihnen im Februar 1851 San Francisco erreichte. Da die amerikanische Regierung gerade dabei, eine Expedition nach Japan unter dem Kommando von Matthew Perry vorzubereiten, wurden die 17 Schiffbrüchigen mitgenommen. Als man Hongkong erreichte, wurde Hamada jedoch gebeten, in die USA zurückzukehren. Im Oktober 1854 wurde er katholisch getauft und erhielt dabei den Namen Joseph Heco. 1858 wurde er amerikanischer Staatsbürger.
Hamada vermisste allerdings seine Heimat und machte sich auf den Weg nach Japan. Unterwegs traf er in Schanghai 1858 Townsend Harris, den ersten offiziellen Vertreter der USA in Japan, der ihn als Dolmetscher für das amerikanische Konsulat in dem Ort Kanagawa einstellte. 1864 begann Hamada, zusammen mit Kishida Ginkō (1833–1905) die erste moderne Zeitung in Japan, die „Übersee-Nachrichten“ (海外新聞, Kaigai shimbun) zu publizieren. – Während der ersten Meiji-Jahre war er eine Zeitlang im Finanzministerium tätig, kehrte aber wieder zu privaten Unternehmungen zurück.
Hamada hinterließ zwei autobiografische Werke, im Jahr 1863 das „Hyōyūki“ (漂流記) – „Bericht eines Schiffbrüchigen“ – auf Japanisch und 1895 „The Narrative of a Japanese“ auf Englisch.